# العلاقات البوسنية المكسيكية
العلاقات البوسنية المكسيكية هي العلاقات الثنائية التي تجمع بين البوسنة والهرسك والمكسيك.

## مقارنة بين البلدين
هذه مقارنة عامة ومرجعية للدولتين:
| وجه المقارنة                                              | البوسنة والهرسك                                             | المكسيك                                                                               |
| --------------------------------------------------------- | ----------------------------------------------------------- | ------------------------------------------------------------------------------------- |
| المساحة (كم2)                                             | 51.20 ألف                                                   | 1.97 مليون                                                                            |
| عدد السكان (نسمة)                                         | 3.51 مليون                                                  | 130.53 مليون                                                                          |
| الكثافة السكانية (ن./كم²)                                 | 68.55                                                       | 66.26                                                                                 |
| العاصمة                                                   | سراييفو                                                     | مدينة مكسيكو                                                                          |
| اللغة الرسمية                                             | اللغة البوسنوية، اللغة الكرواتية، اللغة الصربية             | اللغة الإسبانية                                                                       |
| العملة                                                    | مارك بوسني                                                  | بيزو مكسيكي                                                                           |
| الناتج المحلي الإجمالي (بليون دولار)                      | 18.17 مليار                                                 | 1.15 تريليون                                                                          |
| الناتج المحلي الإجمالي (تعادل القوة الشرائية) بليون دولار | 41.35 مليار                                                 | 2.16 تريليون                                                                          |
| الناتج المحلي الإجمالي الاسمي للفرد دولار أمريكي          | 4.25 ألف                                                    | 9.01 ألف                                                                              |
| الناتج المحلي الإجمالي للفرد دولار أمريكي                 | 10.43 ألف                                                   | 17.32 ألف                                                                             |
| مؤشر التنمية البشرية                                      | 0.733                                                       | 0.756                                                                                 |
| رمز المكالمات الدولي                                      | +387                                                        | +52                                                                                   |
| رمز الإنترنت                                              | .ba                                                         | .mx                                                                                   |
| المنطقة الزمنية                                           | توقيت وسط أوروبا، ت ع م+01:00، ت ع م+02:00، أوروبا/سراييفو ‏ | منطقة زمنية وسطى، المنطقة الزمنية الجبلية، زمن منطقة المحيط الهادئ، منطقة زمنية شرقية |

## منظمات دولية مشتركة
يشترك البلدان في عضوية مجموعة من المنظمات الدولية، منها:
| علم المنظمة | اسم المنظمة                        | تاريخ انضمام البوسنة والهرسك | تاريخ انضمام المكسيك |
| ----------- | ---------------------------------- | ---------------------------- | -------------------- |
|             | مؤسسة التنمية الدولية              | 25 فبراير 1993               | 24 أبريل 1961        |
|             | يونسكو                             | 2 يونيو 1993                 | 4 نوفمبر 1946        |
|             | وكالة ضمان الاستثمار متعدد الأطراف | 19 مارس 1993                 | 1 يوليو 2009         |
|             | الأمم المتحدة                      | 22 مايو 1992                 | 7 نوفمبر 1945        |
|             | الاتحاد البريدي العالمي            | ?                            | ?                    |
|             | البنك الدولي للإنشاء والتعمير      | 25 فبراير 1993               | 31 ديسمبر 1945       |
|             | الاتحاد الدولي للاتصالات           | 20 أكتوبر 1992               | 1 يوليو 1908         |
|             | منظمة حظر الأسلحة الكيميائية       | ?                            | ?                    |
|             | مؤسسة التمويل الدولية              | 25 فبراير 1993               | 20 يوليو 1956        |
|             | منظمة الشرطة الجنائية الدولية      | ?                            | ?                    |

## وصلات خارجية
- موقع وزارة الخارجية البوسنية
- موقع وزارة الخارجية المكسيكية